# Farrera
Farrera là một đô thị trong tỉnh Lleida, cộng đồng tự trị Cataluña Tây Ban Nha. Đô thị Farrera có diện tích là 63,52 ki-lô-mét vuông, dân số năm 2009 là 133 người với mật độ 2,09 người/km². Đô thị Farrera có cự ly km so với tỉnh lỵ Lleida.